# Sindika Dokolo
Sindika Dokolo (Kinshasa, Zaire; 16 de marzo de 1972-Dubái, 29 de octubre de 2020) fue un empresario congoleño y coleccionista de obras de arte, falleció ahogado en Dubái en un accidente de buceo.

## Biografía
Sindika Dokolo nació el 16 de marzo de 1972 en Kinshasa, Zaire (actual República Democrática del Congo) del millonario empresario, coleccionista de arte africano y propietario de un banco Augustin Dokolo y su esposa danesa Hanne Kruse. Creció y estudió en Bélgica y luego en Francia, donde obtuvo su bachillerato en el muy exclusivo instituto Saint-Louis-de-Gonzague.
En 1995, regresó a Zaire para incorporarse al gran negocio familiar paterno que incluía empresas de banca, pesca, inmobiliarias, exportación de café, transporte de mercancías, distribuidoras de bienes de consumo, seguros, imprenta, minería y venta de automóviles. En 1986, el gobierno del presidente Mobutu Sese Seko las había nacionalizado. Residente en Luanda desde 1999, fue miembro de la dirección de la cementera angoleña Nova Cimangola. Desde 2013, fue miembro de la dirección de Amorim Energía, que poseía una tercera parte de la petrolera portuguesa Galp. Invertía en diversos sectores, incluidos diamantes, petróleo, bienes raíces y telecomunicaciones, en Angola, Portugal, Suiza, Reino Unido y Mozambique. Sindika Dokolo se casó en 2002 con Isabel dos Santos, convirtiéndose en yerno del entonces presidente de la República de Angola, José Eduardo dos Santos. Poseía una de las colecciones más importantes de arte africano contemporáneo, que comprendía en 2016 alrededor de 3.000 obras de arte. Su fortuna se originó en su padre, Augustin Dokolo Sanu, quien en la década de 1970 creó el primer banco privado en Zaire.
Creció siguiendo a sus padres en Bélgica y Francia. Su padre, Augustin Dokolo, es propietario de un banco, millonario y amante del arte tradicional africano. Su madre, Hanne Kruse, es de ascendencia danesa. Después de su bachillerato, estudió economía, comercio e idiomas extranjeros en la Universidad Pierre-et-Marie-Curie, París-VI.
En 2002 se casó con Isabel dos Santos, la hija mayor del presidente angoleño José Eduardo dos Santos.
En 2017, lanzó el movimiento político Congolais debout! con el que pretendía movilizar a la sociedad civil congoleña contra el presidente Joseph Kabila y apoyar a la oposición. Luego apareció junto a su sucesor Félix Tshisekedi.
El sucesor de José Eduardo dos Santos, el nuevo presidente angoleño João Lourenço se movilizó contra la corrupción, en particular de los suegros de Sindika Dokolo. A partir de 2020, también él y su esposa estaban siendo investigados como sospechosos de obtener su riqueza por medios corruptos, lo que ellos negaron. Aunque mantenía actividades económicas allí, supervisado por su madre, que tenía el estatus de cónsul honorario de Noruega, ya no iba a Angola. Murió el 29 de octubre de 2020 en Dubái a los 48 años, tras golpearse en la cabeza mientras practicaba submarinismo. Aunque envuelto en controversia, las autoridades concluyeron que no había sospecha criminal detrás de la muerte tras revisar el informe forense y escuchar las declaraciones de los amigos presentes del occiso.

## Coleccionista de obras de arte
Sindika Dokolo empezó a construir una colección de obras de arte a los 15 años. En una entrevista con el canal de televisión angoleña TPA, dijo que a sus padres les gustaba mucho el arte: su madre lo llevó a visitar todos los museos de Europa y su padre fue un gran coleccionista de arte africano clásico. Las primeras piezas de la colección de arte africano contemporáneo de Sindika Dokolo no fueron resultado de una investigación personal, sino que se compraron en bloque a Hans Bogatzke, un empresario alemán que había pasado casi quince años recolectando estos 500 funciona.
Sindika Dokolo puso en marcha la Fundación Sindika Dokolo con el objetivo de promover festivales artísticos y culturales. Su misión era construir un centro de arte contemporáneo en Luanda que sirviera no solo para la exhibición de obras, sino también para la germinación de artistas locales e internacionales. Su colección de arte, la Colección Dokolo, reunió 3000 obras de arte. Dokolo decía que su colección estaba destinada a "mostrar artistas africanos de todo el mundo".
Para exponer la producción artística contemporánea al público africano, Sindika Dokolo llevó su colección a Luanda, en eventos regulares, en particular con la Trienal de Luanda en 2006. La Fundación Sindika Dokolo fue responsable de la participación de Angola en la Bienal de Venecia en 2007. La fundación tomó prestadas obras de la colección de un museo internacional, ya que este museo presenta la misma exposición en un país africano.
En diciembre de 2013, Dokolo asistió a la apertura de la Bienal de Santo Tomé y Príncipe, una exposición de arte internacional en este país, donde se exhibieron las obras de arte de la Fundación Sindika Dokolo. En entrevista con el diario portugués Jornal de Negócios, Sindika Dokolo refutó las denuncias de corrupción del activista angoleño Rafael Marques, precisando que su colección daba fe de que "la ventaja de la escena del arte africano contemporáneo es dar una perspectiva sensible e inteligente de un continente cambiante". En la misma entrevista, señaló que "en términos demográficos, en 2050 habrá un 25% más de africanos que de chinos y, económicamente, asistimos a un "crecimiento económico estructural en el continente africano." Según él, estos aspectos "proyectarán el continente africano hacia el futuro."
En 2014, Sindika Dokolo participó en la feria de arte africano más grande del mundo, 1:54, celebrada en Londres entre el 16 y el 19 de octubre: Varios artistas y celebridades, como el modelo Alek Wek o el cantante Keziah Jones, expresaron públicamente su apoyo y aprecio por el trabajo del coleccionista, destacando el papel de la Fundación Sindika Dokolo en el desarrollo de arte africano contemporáneo.
En marzo de 2015, el Ayuntamiento de Oporto concedió a Sindika Dokolo la Medalla al Mérito con motivo de la exposición de arte contemporáneo Me amas, no me amas. Este homenaje atestiguó el reconocimiento de la ciudad a Sindika Dokolo por su contribución, que permitió a la ciudad de Oporto llevar a cabo uno de los proyectos actuales más importantes en el campo de arte contemporáneo, contribuyendo a crear un puente original entre la ciudad y el resto del mundo. La muestra incluyó obras pertenecientes al coleccionista y reunió a una cincuentena de artistas (africanos y otros). Esta fue la exposición más grande de la colección de la Fundación Sindika Dokolo, considerada la colección más grande de arte africano del mundo.
La misión de Sindika Dokolo era también devolver las obras de arte africano robadas de su museo original.

Ha llegado el momento de que todas las obras perdidas vuelvan a casa, donde puedan desempeñar plenamente su papel, papel que ayudará a fortalecer nuestra cultura y nuestro conocimiento, que nos permitirá completar nuestro patrimonio.

, argumenta Dokolo. Además de la colección de obras de arte, el coleccionista se dedicó a “recuperar piezas robadas durante la época colonial”, misión cumplida con la ayuda de un equipo internacional. Recomprando obras del saqueo colonial, devolvió algunas a sus países de origen, incluyendo a finales de 2019 una veintena de obras confiadas al Museo Dundo (Angola).
En una entrevista con la revista Jeune Afrique, mostró la ambición de "tener la mejor colección de arte africano clásico del mundo". El coleccionista también creía que "el gran desafío del arte africano contemporáneo es lograr conectar y asumir el papel de depositario de este fenómeno excepcional que ha sido el arte clásico. No solo en relación con lo que produjo, sino también en relación con el lugar del arte en la sociedad, con la forma en que definimos a los artistas y las obras, con la forma en que experimentamos el arte".
En una entrevista con Imo Dara, una publicación dedicada a las colecciones de arte africano, habló de su plan de repatriar piezas clásicas de arte africano. El coleccionista de arte sostuvo que "exponer a los artistas actuales al arte africano clásico podría ser una fórmula interesante para desbloquear el potencial de nuevos temas artísticos". En este contexto, Sindika Dokolo deseaba actuar como fuerza motriz para canalizar toda la energía posible desde Angola y animar a la próxima generación de artistas.

## Hombre de negocios
Ciudadano de Luanda desde 1999, combinó las funciones de empresario, operador cultural y presidente de la fundación Sindika-Dokolo.
Poseyó varias empresas en Angola. Fue miembro del directorio de la cementera Nova Cimangola y fue miembro del directorio de Amorim Energia, empresa propietaria de un tercio de la petrolera Galp Energia a través de Esperanza Holding.
Casado con la hija del expresidente de Angola, José Eduardo dos Santos, quien había montado un vasto sistema nepotista, invirtió en muchos sectores: diamantes, petróleo, bienes raíces y telefonía en Angola, Portugal, Suiza, Reino Unido y Mozambique. En entrevista con la revista Jeune Afrique, dijo que su objetivo no era "construir un gran grupo integrado", sino para tener la oportunidad de" ver a Angola y la República Democrática del Congo como un todo complementario" - "Un eje Luanda - Kinshasa podría crear un contrapeso a la supremacía sudafricana".